# Alfred Loewenstein
Alfred Leonard Loewenstein (Brussel·les, 11 de març de 1877 - Canal de la Mànega, 4 de juliol de 1928), també conegut com a Capità Loewenstein per la seva participació en la Primera Guerra Mundial, va ser un financer belga que tingué un paper rellevant en el finançament de grans projectes hidroelèctrics en el primer quart del segle xx. Va crear una societat matriu, Sidro, amb interessos a la Barcelona Traction i altres empreses similars. En el seu moment fou un dels homes més rics del món. Morí en estranyes circumstàncies, saltant del seu avió privat quan volava sobre el Canal de la Mànega.
El seu pare, Bernard, era alemany i havia treballat en la banca a Bèlgica després de casar-se amb la filla d'un banquer belga. Alfred era catòlic practicant i es casà amb Madelaine Missone l'agost de 1908, quant ella tenia vint anys. Van tenir un fill, Robert, el qual morí en la Segona Guerra Mundial.

## Vida professional

### Inicis
Després de la mort del seu pare, Alfred Loewenstein va iniciar-se en la banca de negocis. Des de la seva oficina de Brussel·les captava fons de l'Europa continental per a grans projectes, amb un gran coneixement dels mecanismes que diferenciaven el món de les inversions del continent del de la City de Londres.
El 1904 invertí en una companyia de Rio de Janeiro, Gaz de Rio, en un moment en què l'enginyer i emprenedor canadenc Frederick Stark Pearson creava al Brasil les empreses que acabarien conformant la Brazilian Traction. Amb aquest nexe comú conegué a Pearson i a William Mackenzie, conegut com el pare del sistema ferroviari canadenc. El que necessitaven Pearson i Mackenzie era un banquer que els proporcionés capitals europeus per als seus projectes a l'Amèrica Llatina, concretament Brasil (Sao Paulo i Rio de Janeiro) i a Ciutat de Mèxic, executant Loewenstein aquesta feina correctament.
També participà en altres negocis que li rendiren molts beneficis, com la fabricació artificial de seda, aquesta vegada amb James Dunn, canadenc establert a Londres, com a soci. La societat que feu servir per adquirir British Celanese, el fabricant de seda artificial, fou International Holding and Investment Co. D'aquesta època se cita una frase que es feu famosa: Tot home vol comprar mitges de seda per a la seva esposa i roba interior de seda per a la seva amant, i quan ha comprat la roba interior de seda per a la seva amant, la seva consciència l'espitja a comprar més mitges de seda per a l'esposa.
Va ser el membre belga del sindicat financer que va promoure la Barcelona Traction, i fou membre del seu consell d'administració entre 1918 i 1925.

### La Sidro

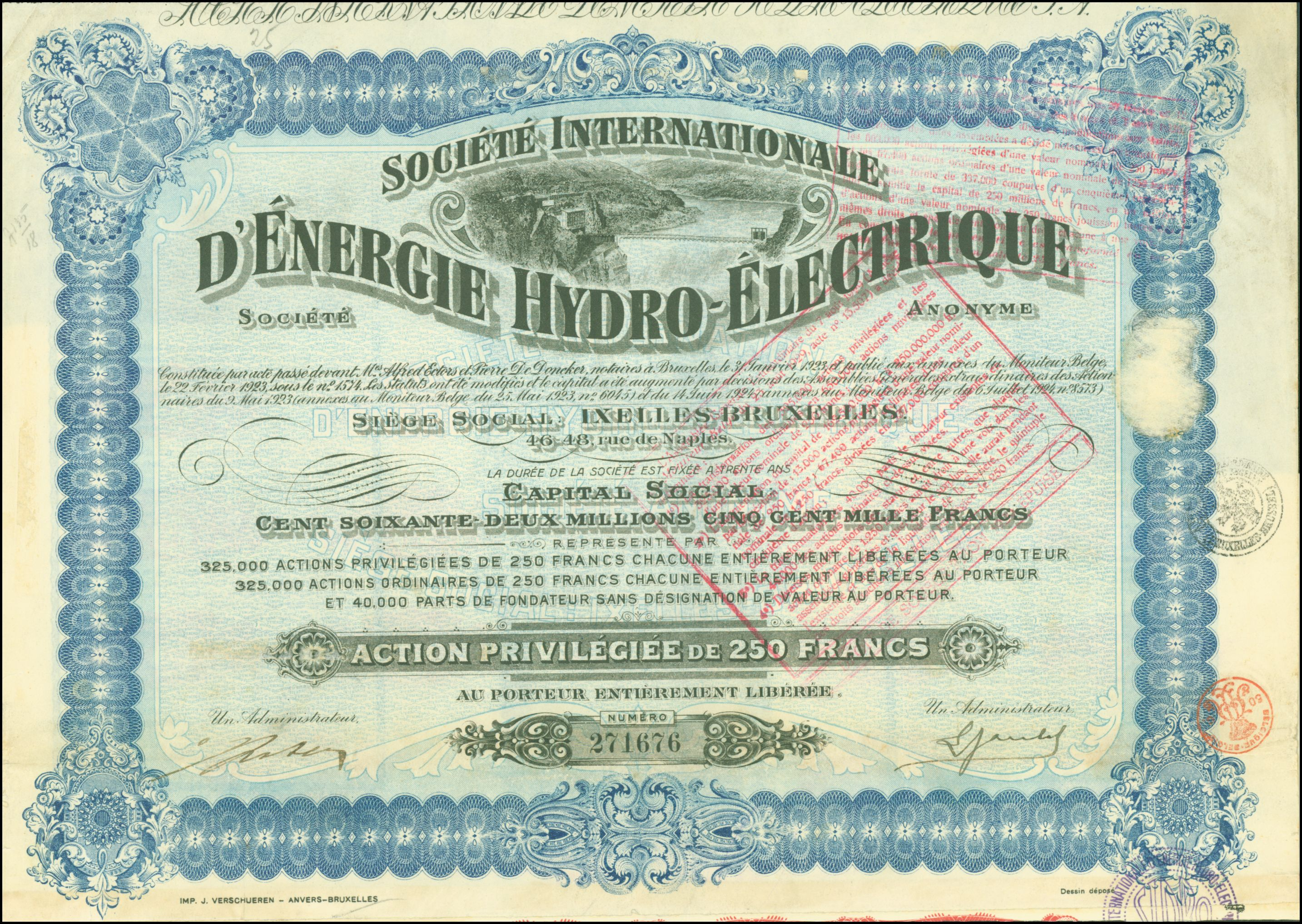
Acció de la Sidro

Un cop finalitzada la Primera Guerra Mundial va volgué encapçalar per si mateix un grup d'empreses elèctriques i de tramvies. En el mes de gener de 1922 va proposar a Dannie Heineman, director de Sofina, una aliança per controlar la Barcelona Traction, proposta que Heineman rebutjà. El 31 de gener de 1923 Loewenstein va constituir la societat Sidro. Els seus socis foren James Dunn, també promotor de la Barcelona Traction, així com les societats del sindicat anglo-canadenc de la Barcelona Traction, la Guarantee Insurance and Investment Company accionista de referència de la Barcelona Traction i la Canadian and General Finance. El conjunt de socis va aportar a l'actiu de la societat importants paquets d'accions privilegiades de la Barcelona Traction, de forma que a partir de 1924 la Sidro controlava la Barcelona Traction.
El 1924 adquirí un paquet de control de la Mexican Light and Power. Però greus problemes financers provocaren la venda de les seves accions de la Sidro. El comprador fou Sofina, de forma que aquesta societat passà a controlar, indirectament, la Barcelona Traction.

### La pèrdua de control del negoci de la seda
El mes de març de 1926 va perdre el control de la societat fabricant de seda artificial British Celanese, la qual li havia donat molts beneficis.

### L'intent de control de la Brazilian Traction
El 1926 va constituir a Mont-real, al Canadà, un altre grup d'empreses, Hydro-Electric Securities, amb el mateix objectiu, aquesta vegada enfocat al mercat americà. Aquell any va voler agafar el control de la Brazilian Traction, oferint als seus accionistes un intercanvi d'accions de la Brazilian Traction per accions de Hydro-Electric Securities. La proposta no reeixí, tenint en contra seva el sindicat canadenc accionista de referència de l'empresa i el president del consell d'administració de la companyia, Alexander Mackenzie. El motiu era simple: mentre que la Barcelona Traction no teia resultats econòmics satisfactoris i havia de fer freqüents reestructuracions del deute i fins i tot reduir el valor del capital, la Brazilian Traction presentava uns bons resultats. Posar sota un mateix paraigües a les dues societats perjudicava als accionistes de la Brazilian Traction. El fet de voler fer la compra en contra de la voluntat de l'accionista de referència li va guanyar l'enemistat dels que fins aleshores havien estat els seus col·legues.
El 1927 Alfred Loewenstein hagué de vendre les seves accions de la Sidro a la Sofina, així com les que havia aconseguit de la Brazilian Traction a la banca londinenca Baring Brothers.

### L'intent de compra de la Banca de Brussel·les
El 1928 Alfred Loewenstein va decidir adquirir una posició de control a la Sofina, i per fer-ho va voler adquirir el Banc de Brussel·les, accionista de referència de la Sofina i poder sumar la seva participació a l'empresa amb les accions de Sofina que Loewenstein ja tenia. El seu projecte va fracassar després de setmanes de turbulència borsària a Brussel·les.
Els seus objectius el van acabant convertint en un rival del sindicat financer de Toronto (que controlava la Brazilian Traction), i de Dannie Heineman, administrador de la Sofina.

## Vida personal

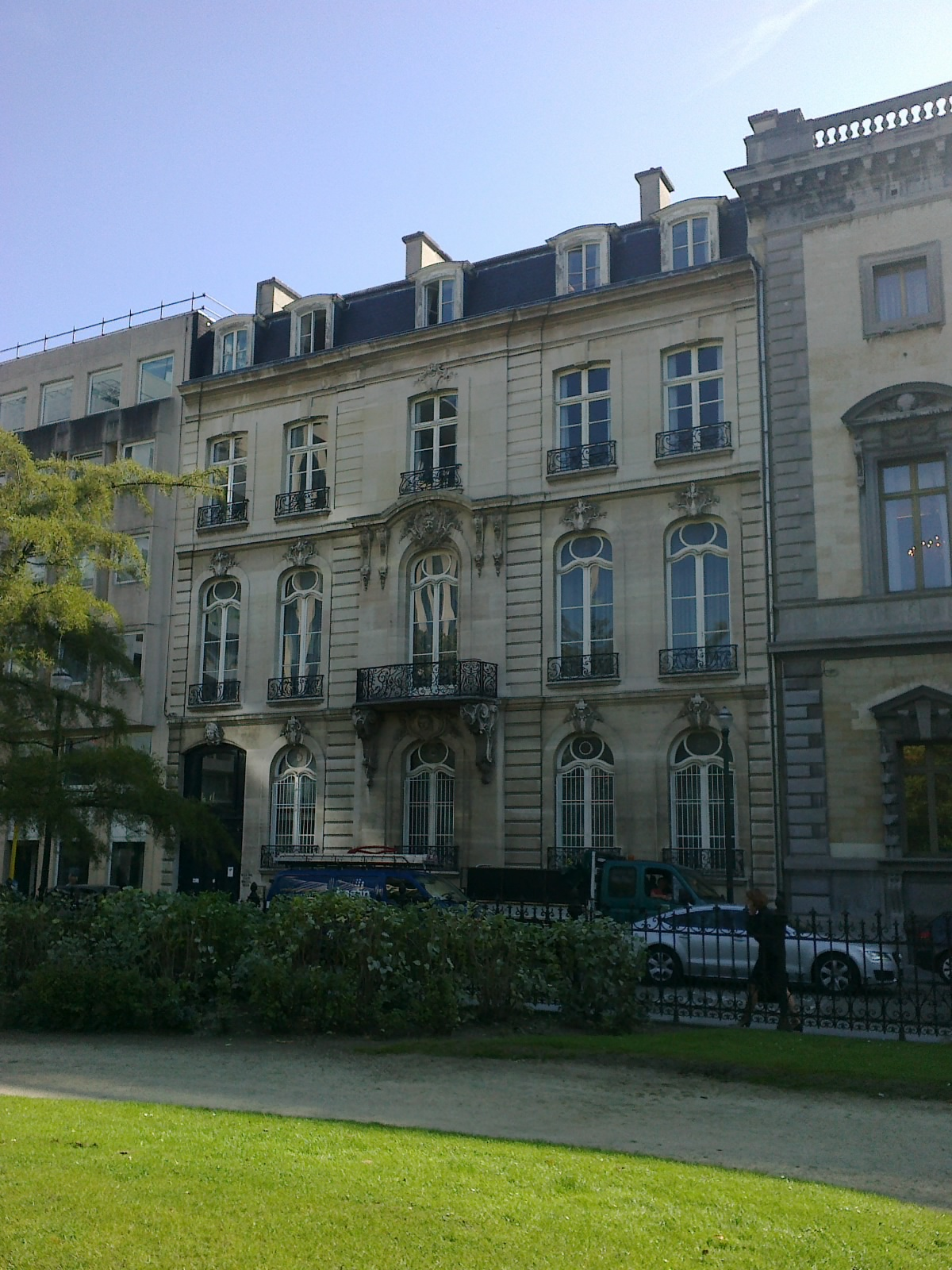
Mansió d'Alfred Lowewnstein a Brussel·les

La invasió alemanya de Bèlgica en el 1914 el feu fugir al Regne Unit, on acabà residint-hi de forma permanent. Afeccionat a les curses de cavalls, a la boxa, al billar i a la natació, ni bevia ni fumava. En la dècada de 1920 viatjava constantment en el seu propi avió particular quan això era vist com una excentricitat cara. Sovint ho feia acompanyat del seu secretari personal, dues secretàries i un massatgista, fent més notòria la seva presència allà on anés. Quan es banyava a la platja de la seva residència de Biarritz, també es feia acompanyar per dos assistents i tres secretàries.
Tampoc mostrava moderació en la compra de residències; en la dècada de 1920 adquirí per a ell una mansió a Brussel·les que més tard es convertiria successivament en l'ambaixada del Canadà, dels Països Baixos i finalment en la seu del consell d'estat belga, una altra mansió a Biarritz i a Anglaterra un castell dintre d'una propietat de 400 hectàrees. També tenia una col·lecció de cotxes de luxe, entre ells un Rolls-Royce. El seu estil teatral de fer negocis tampoc feien que fos vist sovint com un excèntric, comportament que s'accentuà a partir de la caiguda d'un cavall el 1926.
Al llarg de la seva vida Alfred Loewenstein era consultat per nombrosos caps d'estat i el govern britànic el va fer membre de l'Orde del Bany.

## Desaparició
El vespre del 4 de juliol de 1928, Loewenstein va sortir de l'aeroport anglès de Croydon per volar a Brussel·les en el seu avió privat, un trimotor Fokker F.VII, juntament amb sis persones més. Mentre l'aeronau travessava el canal de la Mànega a 1.200 metres d'altitud, Loewenstein es va dirigir a la part posterior de l'avió per utilitzar el lavabo, al que s'accedia per la porta posterior de la cabina principal de passatgers, la qual donava pas a un petit espai amb dues portes: la de l'esquerra donava al lavabo, mentre que la de la dreta era la porta a l'exterior de l'aeronau.
Quan portava massa temps sense reaparèixer, el secretari de Loewenstein va anar a buscar-lo i va descobrir que el lavabo estava buit i que la porta d'entrada de l'aeronau estava oberta i bategant. Tots els integrants del viatge va afirmar la seva creença que Loewenstein havia caigut per la porta posterior de l'avió i va desplomar-se diversos centenars de metres fins a la seva mort al canal de la Mànega. El seu cadàver fou trobat uns dies més tard.
Les estranyes circumstàncies de la seva mort provocaren que una part dels que el coneixien pensés en un suïcidi, espitjat per les dificultats econòmiques, i l'altra part l'atribuís a un accident; el fet que deixés a la cadira de l'avió el coll, la corbata i la seva agulla podien fer pensar en que és trobà malament i volgués prendre l'aire, -això si, d'una forma imprudent -.
En el moment de la seva mort era president d'International Holdings i Hydro-Electric Securities.